# Litauische Badminton-Mannschaftsmeisterschaft
Litauische Badminton-Mannschaftsmeisterschaften werden seit 1964 ausgetragen, während des Bestehens der Sowjetunion als Meisterschaften der Sowjetrepublik. Von 1993 bis 1998 wurden separate Titelkämpfe für Damen- und Herrenteams ausgetragen. In den übrigen Jahren waren gemischte Teams am Start.

## Titelträger gemischte Teams
| Saison | Sieger                              |
| ------ | ----------------------------------- |
| 1964   | Vilnius                             |
| 1965   | Klaipėda                            |
| 1966   | Klaipėda Granitas                   |
| 1967   | Kaunas Atletas                      |
| 1968   | Klaipėda Granitas                   |
| 1969   | Klaipėda Kultura                    |
| 1970   | Klaipėda Granitas                   |
| 1971   | Vilnius Elektronas                  |
| 1972   | Vilnius Elektronas                  |
| 1973   | Klaipėda Granitas                   |
| 1974   | Klaipėda Granitas                   |
| 1975   | Kaunas Drobe                        |
| 1976   | Kaunas Drobe                        |
| 1977   | Klaipėda Granitas                   |
| 1978   | Klaipėda Granitas                   |
| 1979   | Klaipėda Granitas                   |
| 1980   | Kaunas Politechnika                 |
| 1981   | Kaunas Politechnika                 |
| 1982   | Kaunas Politechnika                 |
| 1983   | Kaunas Drobe                        |
| 1984   | Kaunas Drobe                        |
| 1985   | Kaunas Drobe                        |
| 1986   | Kaunas Drobe                        |
| 1987   | Kaunas Drobe                        |
| 1988   | Kaunas Drobe                        |
| 1989   | Kaunas Drobe                        |
| 1990   | Kaunas Drobe                        |
| 1991   | Kaunas Drobe                        |
| 1992   | Kaunas Drobe                        |
| 1999   | Drobe Kaunas                        |
| 2000   | Kaunas Sanitex                      |
| 2001   | Kaunas Sanitex                      |
| 2002   | Kaunas Politechnika                 |
| 2003   | Kaunas Sanitex                      |
| 2004   | Kaunas Sanitex                      |
| 2005   | Kaunas Sanitex                      |
| 2006   | Kaunas Politechnika                 |
| 2007   | Kaunas Politechnika                 |
| 2008   | Kaunas Sanitex                      |
| 2009   | Kaunas Politechnika                 |
| 2010   | Kaunas Sanitex                      |
| 2011   | Kaunas Politechnika                 |
| 2012   | CBC FZ Forza                        |
| 2013   | Klaipėda BK                         |
| 2014   | Vilnius BK                          |
| 2015   | Vilnius BK                          |
| 2016   | Klaipėda BK                         |
| 2017   | Vilnius BK                          |
| 2018   | Panevėžys BK                        |
| 2019   | Vilnius BK                          |
| 2020   | Panevėžys BK                        |
| 2021   | Druskininkai BK                     |
| 2022   | Kestutis Navickas Badminton Academy |
| 2023   | Kestutis Navickas Badminton Academy |

## Titelträger nicht gemischter Teams
| Saison | Herrenteam   | Damenteam         |
| ------ | ------------ | ----------------- |
| 1993   | Kaunas Drobe | Klaipėda Autogama |
| 1994   | Kaunas Drobe | Kaunas Drobe      |
| 1995   | Kaunas Drobe | Kaunas Argo 90    |
| 1996   | Kaunas Drobe | Kaunas Argo 90    |
| 1997   | Kaunas Drobe | Kaunas Argo 90    |
| 1998   | Kaunas Drobe | Kaunas Drobe      |